# Parasol (arquitectura)

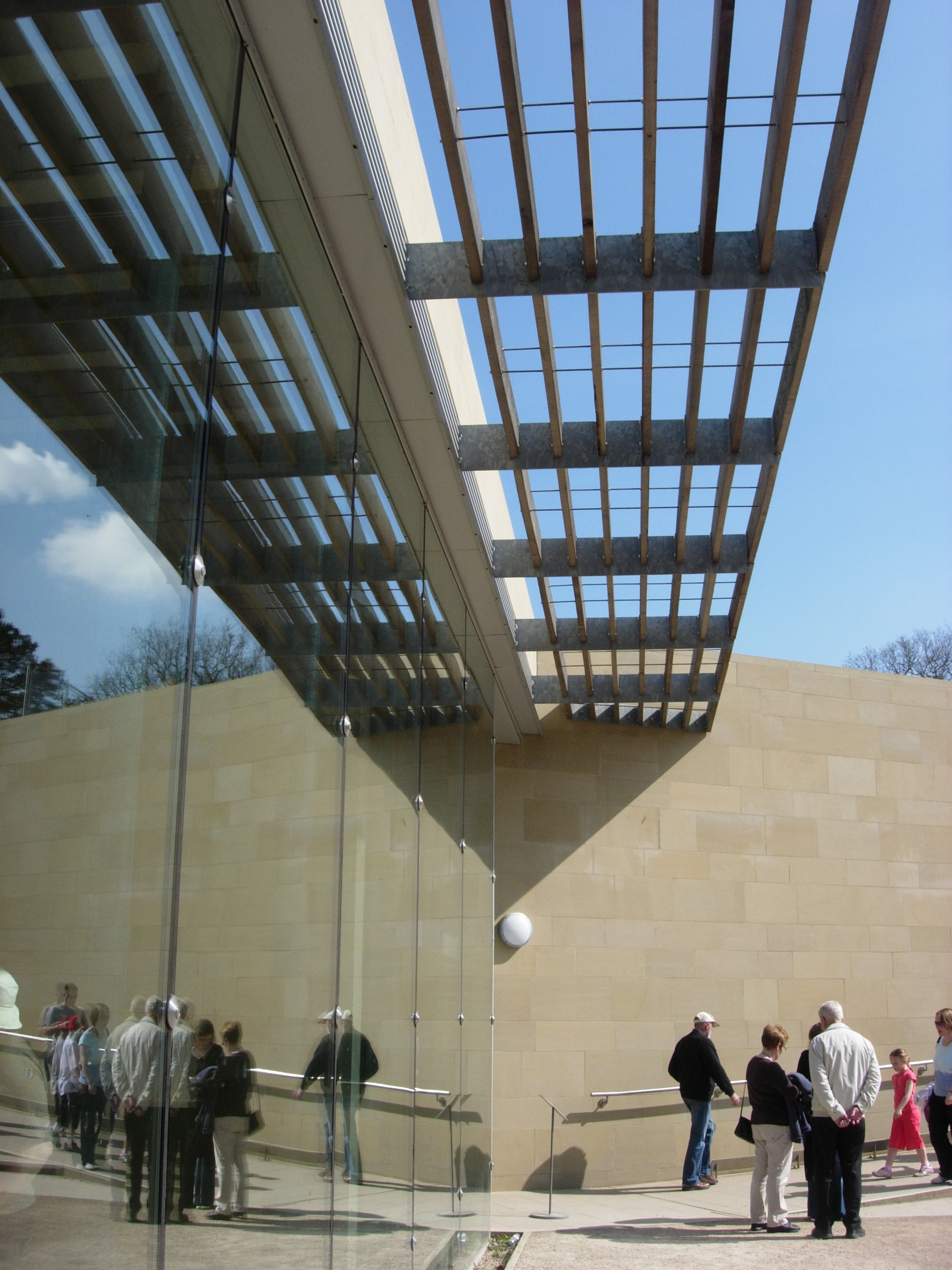
Un brise soleil simple para proteger la galería del Yorkshire Sculpture Park. Esta imagen fue tomada al mediodía en el mes de abril. Nótese que la parte superior del vidriado está en sombra.

Un parasol, a veces también llamado por su nombre en francés brise-soleil (/bris-soléi/), hace referencia en el ámbito de la arquitectura a una gran variedad de técnicas de protección solar permanentes. 
Estos elementos compositivos de fachadas van desde las elaboradas en hormigón armado en la obra de Le Corbusier, hasta los sofisticados mecanismos concebidos por Santiago Calatrava para el Milwaukee Art Museum o los sistemas mecánicos con precisión de relojería y fotografía del Instituto del Mundo Árabe en París del arquitecto Jean Nouvel.
En la forma típica, una proyección del plano de fachada se extiende a lo largo del edificio a fin de generar una protección solar a las ventanas y otras aberturas vidriadas. En estos casos se lo denomina simplemente alero. 
Esto es más comúnmente utilizado para evitar que las fachadas con una gran cantidad de vidrio sean sobre-calentadas durante el verano. A menudo tienen forma de persiana a fin de evitar el alto ángulo de caída de sol de verano en la fachada, sino también para permitir que el ángulo bajo sol de invierno pueda permitir la calefacción solar pasiva.

## Galería de imágenes

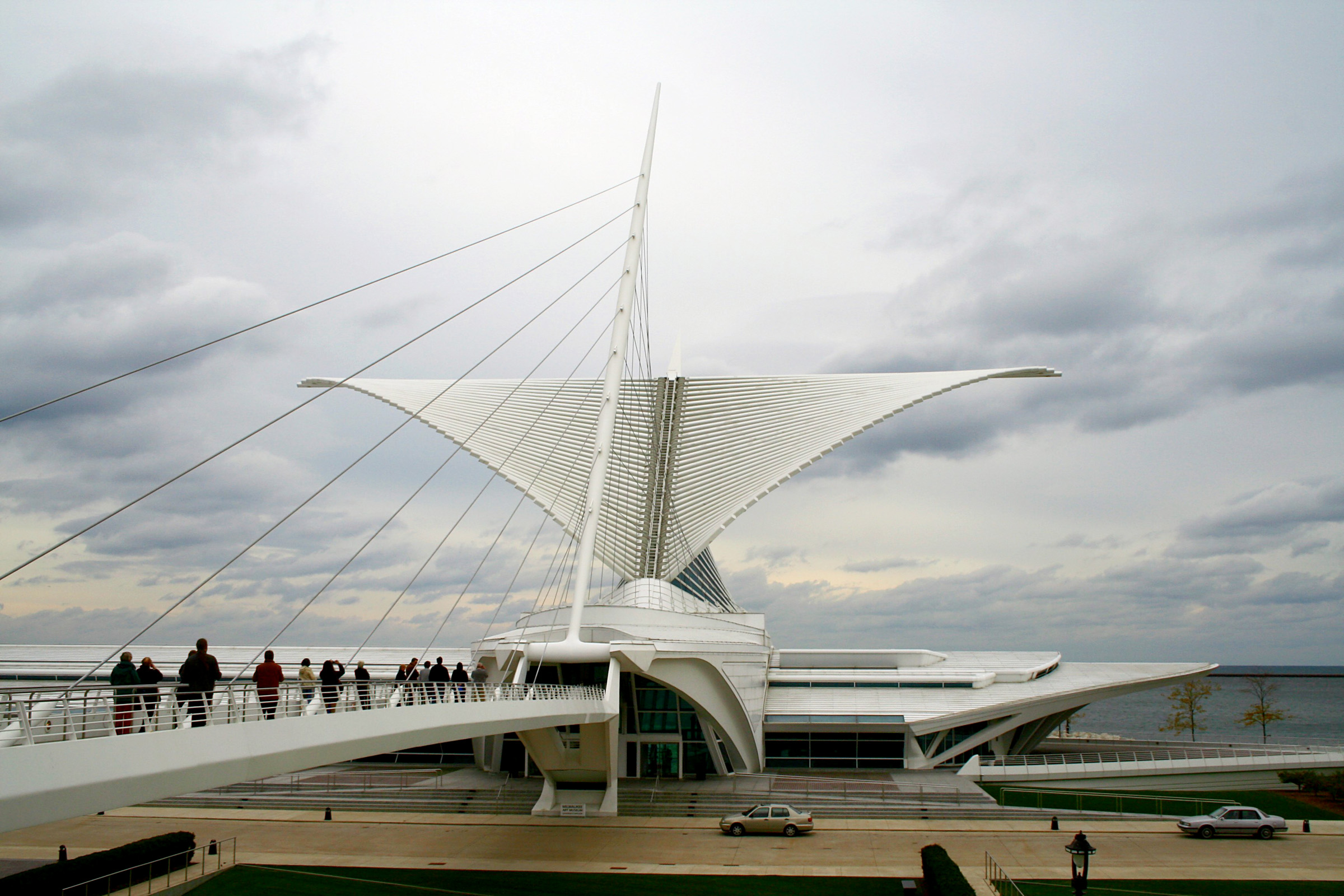
I. Los brise soleil móviles en el Pabellón Quadracci del Milwaukee Art Museum
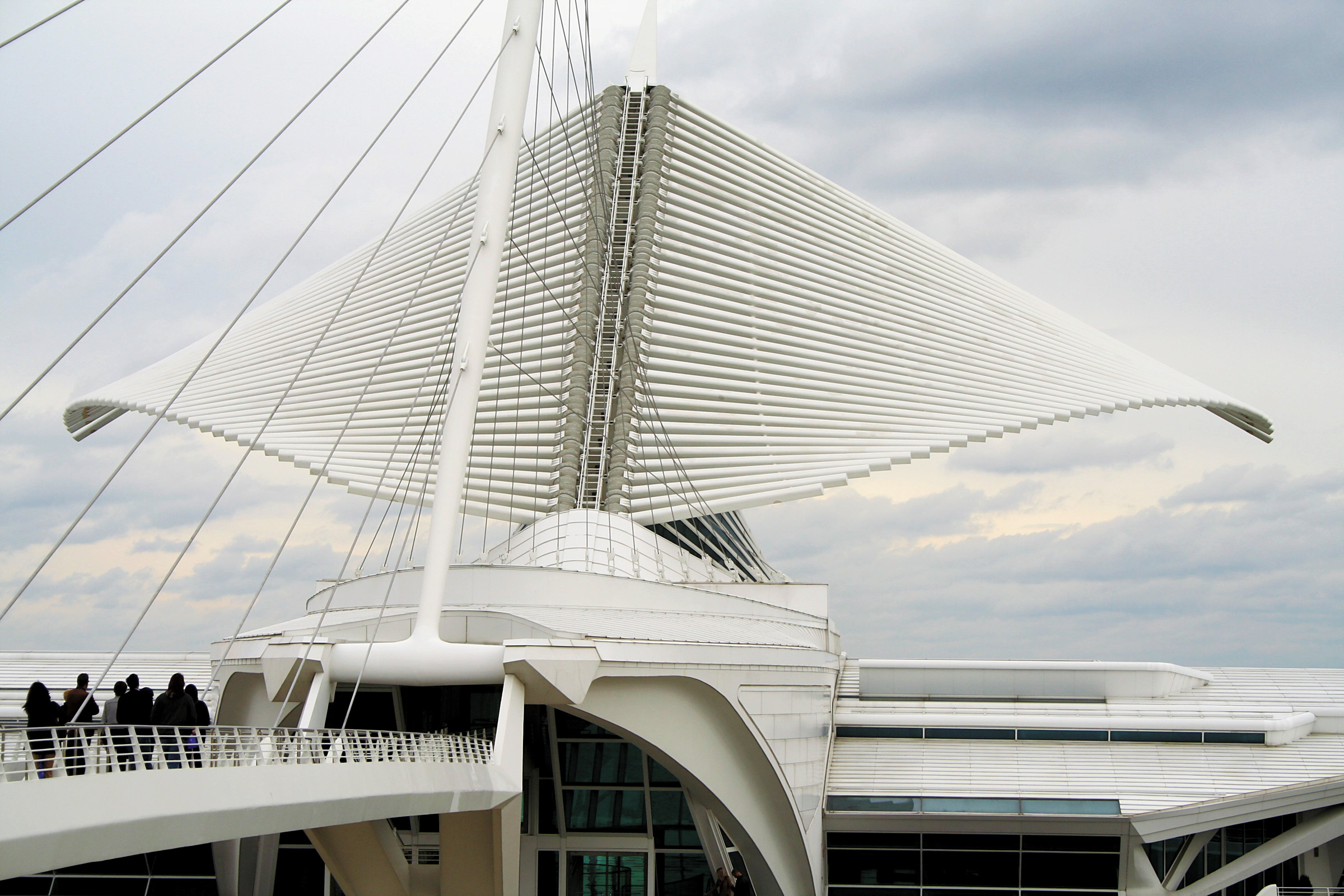
II.
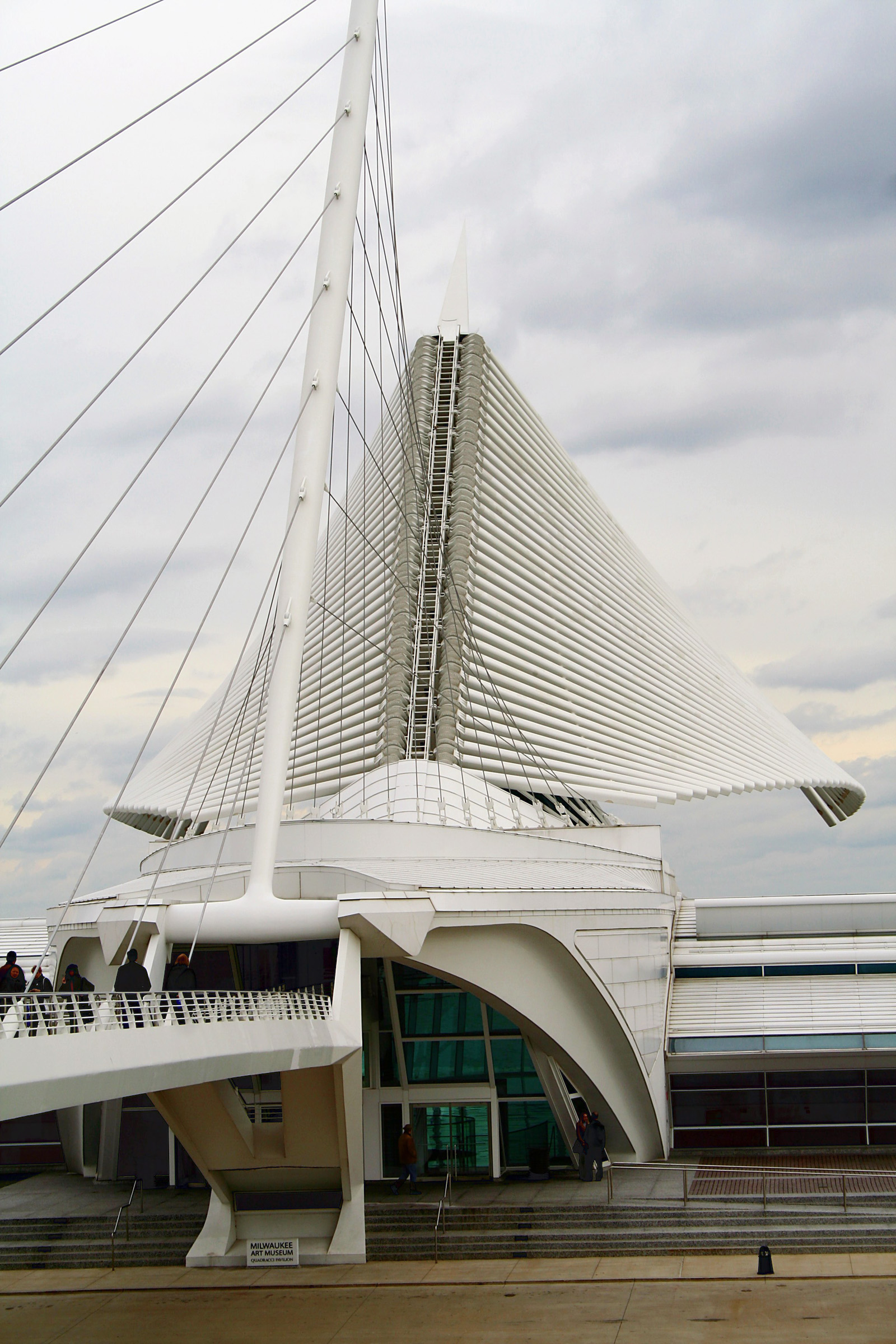
III.
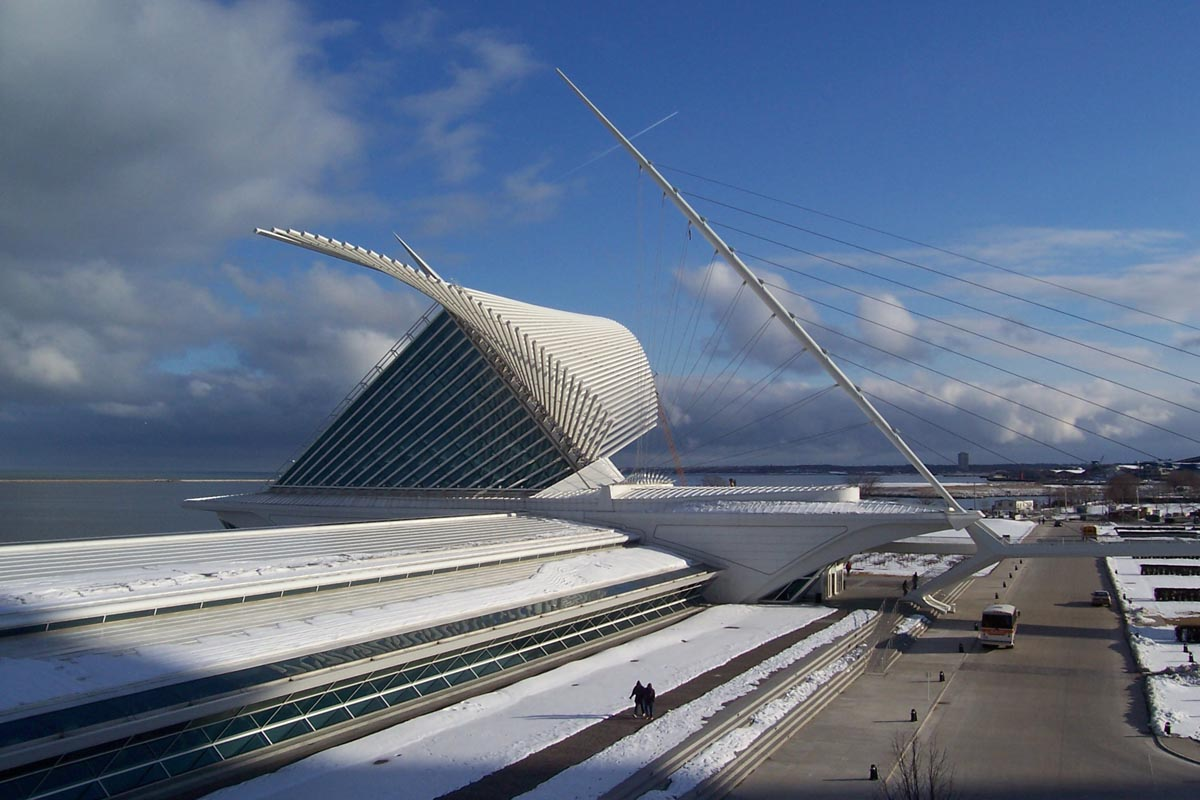
Vista lateral de los brise soleil en el Pabellón Quadracci
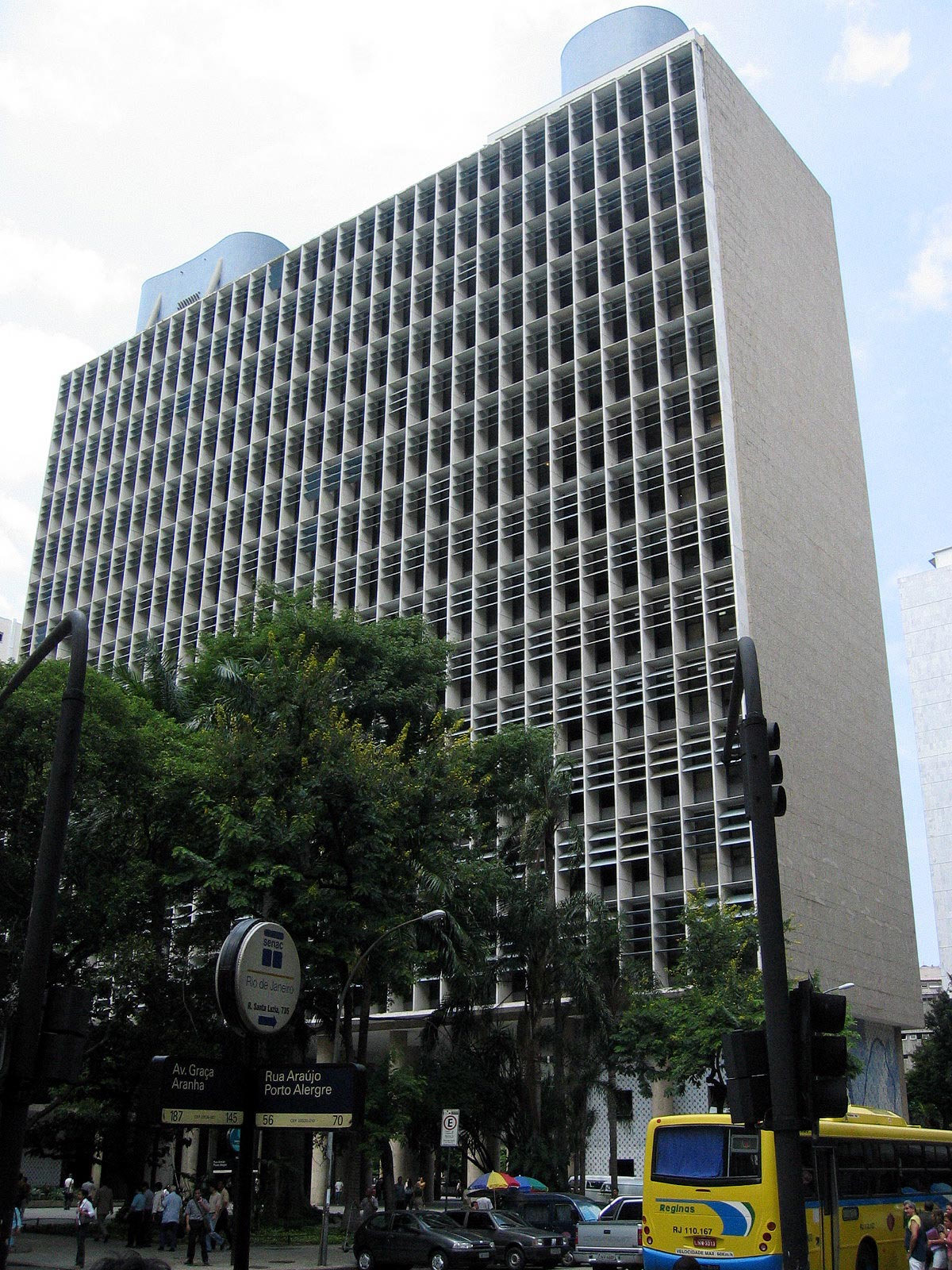
Edificio Gustavo Capanema en Río de Janeiro
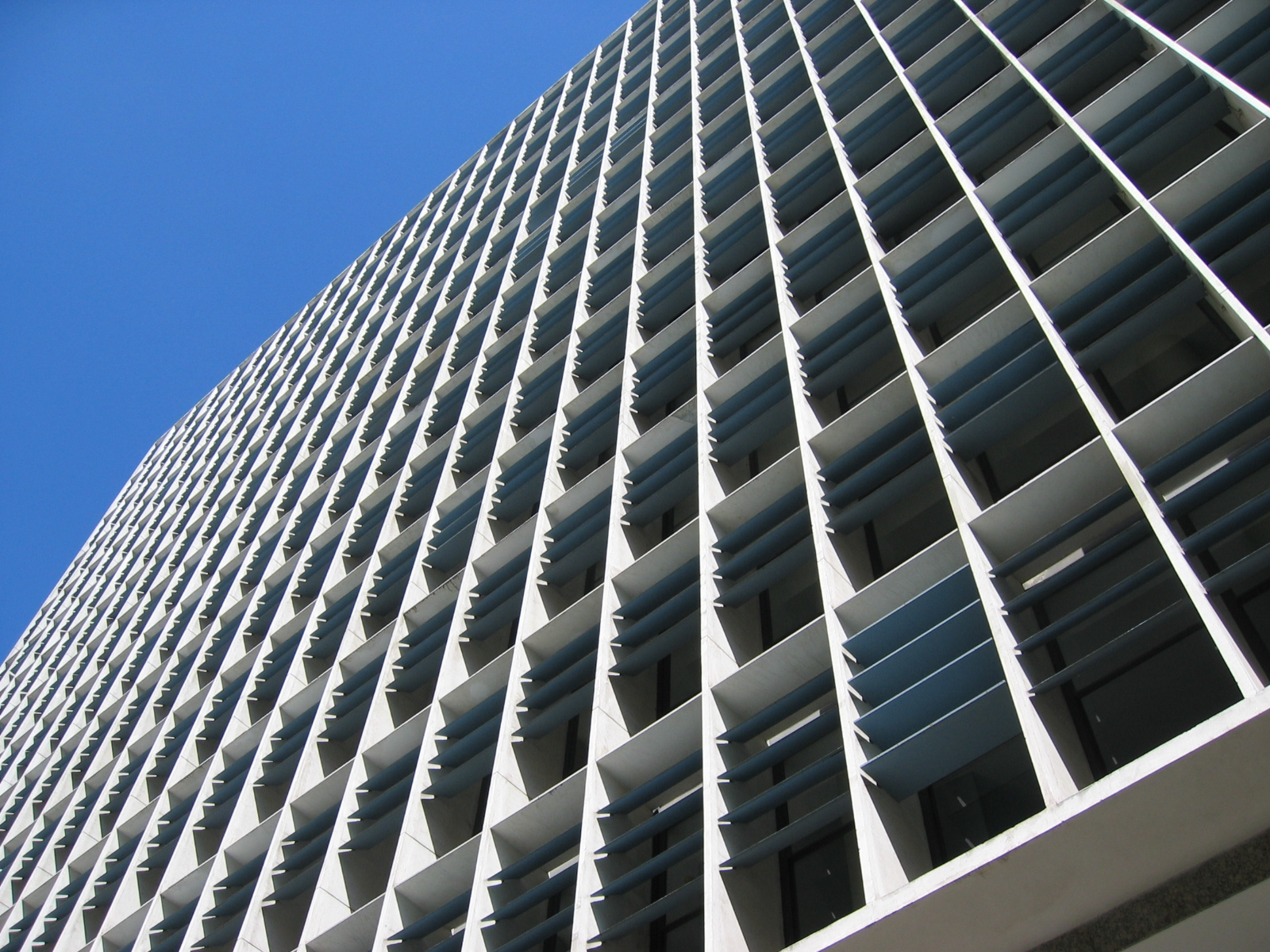
Detalle de la fachada norte del Gustavo Capanema Palace
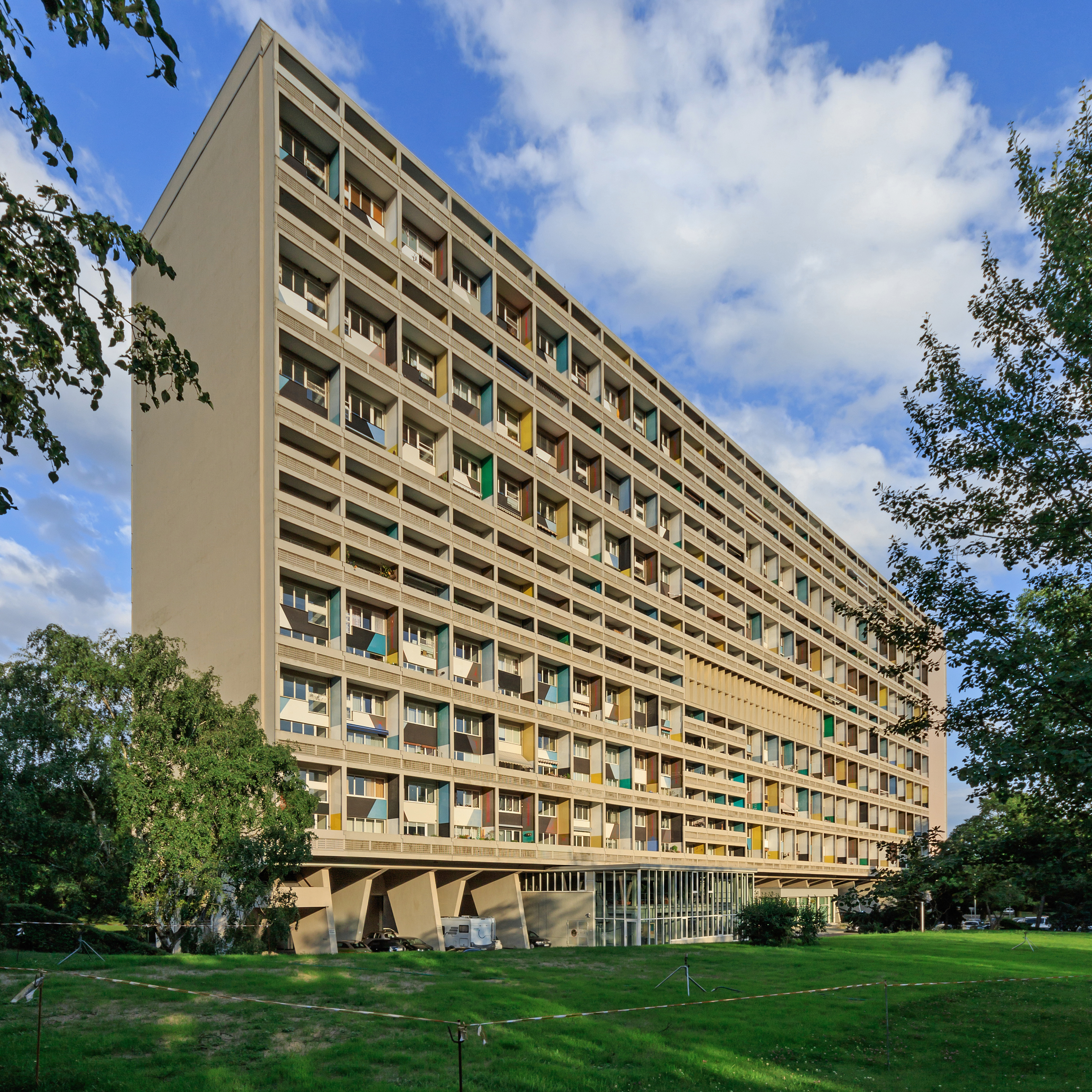
Unidad de Habitación en Berlín